# Argulus lepidostei
Argulus lepidostei är en kräftdjursart som beskrevs av Kellicott 1877. Argulus lepidostei ingår i släktet Argulus och familjen karplöss. Inga underarter finns listade i Catalogue of Life.